# Альварес, Йордан
Йордан Рубен Альварес (исп. Yordan Ruben Álvarez, 27 июня 1997, Лас-Тунас) — кубинский бейсболист, аутфилдер клуба Главной лиги бейсбола «Хьюстон Астрос».

## Карьера
Бейсбольную карьеру Йордан начал в составе «Лас-Тунас Леньядорес» в чемпионате Кубинской национальной серии. Он играл на позиции игрока первой базы, за два сезона провёл семьдесят четыре игры, в которых отбивал с показателем 27,9 %. В июне 2016 года в статусе международного свободного агента Альварес подписал контракт с «Лос-Анджелес Доджерс», сумма бонуса игроку составила 2 млн долларов. В конце июля его обменяли в «Хьюстон Астрос» на питчера Джоша Филдса.
Сезон 2017 года Йордан провёл в составах «Квад-Ситиз Ривер Бэндитс» и «Бьюиз-Крик Астрос», сыграв суммарно в девяноста пяти матчах. Летом он был приглашён на Матч всех звёзд будущего. Весной следующего года Альварес получил приглашение на предсезонные сборы с основным составом «Хьюстона». Первую часть сезона 2018 года он провёл в «Корпус-Кристи Хукс» в Техасской лиге. В первых сорока трёх играх Йордан отбивал с показателем 32,5 %. Несмотря на травму руки и пропущенные шесть недель, в июне он получил приглашение на Матч всех звёзд будущего, после которого его перевели в состав «Фресно Гриззлиз». В Лиге Тихоокеанского побережья Альварес сыграл в сорока пяти матчах и помог команде выйти в плей-офф. Концовку сезона он пропустил из-за травмы.
2019 год Альварес начал в ААА-лиге в составе «Раунд-Рок Экспресс». В пятидесяти шести играх за клуб он отбивал с показателем 34,3 % и выбил двадцать три хоум-рана. 9 июня тренерский штаб «Астрос» перевёл Йордана в основной состав команды. В четырёх из первых пяти игр в Главной лиге бейсбола он выбивал хоум-раны, став четвёртым в истории лиги, добившимся такого показателя. Всего в июне Альварес сыграл в шестнадцати матчах, выбил семь хоум-ранов и набрал двадцать одно RBI. По итогам месяца он был признан лучшим новичком Американской лиги.